# Josep Almar Pujol
Josep Almar Pujol (Sant Feliu de Guíxols, 1949) és un escultor, pintor, dibuixant, mestre d'aixa i poeta català, principalment conegut com a modelista naval. Almar es va especialitzar en el modelatge de miniatures navals, destacant principalment en l'elaboració de vaixells a escala; el 1992 va ser convidat a la trobada d'artesans de les fires deSant Narcís de Girona.